# Rothenberg (Bawaria)
Rothenberg – dawny obszar wolny administracyjnie (gemeindefreies Gebiet) w Niemczech w kraju związkowym Bawaria, w rejencji Dolna Frankonia, w regionie Würzburg, w powiecie Main-Spessart. Teren był niezamieszkany.
1 stycznia 2014 teren obszaru przyłączono do gminy Rechtenbach.